# 全黑副獅子魚
全黑副獅子鱼，为輻鰭魚綱鮋形目杜父魚亞目狮子鱼科的其中一種。分布於北太平洋的鄂霍次克海及白令海海域，屬深海底棲性魚類，棲息在水深128-3356公尺的海域，體長可達9.5公分，生活習性不明。